# Paralimnophila hybrida
Paralimnophila hybrida är en tvåvingeart som beskrevs av Günther Theischinger 1996. Paralimnophila hybrida ingår i släktet Paralimnophila och familjen småharkrankar. Inga underarter finns listade i Catalogue of Life.